# Eugenia marambaiensis
Eugenia marambaiensis là một loài thực vật có hoa trong Họ Đào kim nương. Loài này được M.C.Souza & M.P.Lima mô tả khoa học đầu tiên năm 2008.